# جاري سيلك
جاري سيلك (بالإنجليزية: Gary Silk)‏ (13 سبتمبر 1984 في المملكة المتحدة - ) هو لاعب كرة قدم بريطاني في مركزي الدفاع والوسط. لعب مع غريمسبي تاون ونادي بارنت ونادي بورتسموث ونوتس كاونتي ونادي مانسفيلد تاون وويكمب وندررز ونادي بوسطن يونايتد.

## وصلات خارجية
- جاري سيلك على موقع قاعدة بيانات كرة القدم.إي يو (الإنجليزية)
- جاري سيلك على موقع Soccerbase.com (لاعب) (الإنجليزية)